# Ghazaouet
Ghazaouet (în arabă الغزوات) este o comună din provincia Tlemcen, Algeria.
Populația comunei este de 33.774 locuitori (2008).